# Баріба
Баріба (самоназва: баатону, множина баатомбу) — основне населення департаменту Боргу, Бенін, а також одна з народностей історичного королівства Боргу, яке розміщувалось на сучасній території північно-східної частини Беніну та північно-західної частини Нігерії. Баріба налічують близько мільйона чоловік, 80 % з яких проживають у Беніні, є четвертою за величиною етнічною групою в цій країні та складають близько 1/12 від загальної чисельності населення. Баріба зосереджені на північному сході Беніну, особливо навколо міста Ніккі, яке вважається столицею баріба. Первинно вони мігрували Квари, Нігерія.
Баріба відіграють важливу роль в житті Беніну. Наприкінці XIX століття вони домінували у таких містах Ніккі та Канді. У місті Пехунко налічується 200 000 баріба із загальної кількості 365 000 жителів.
Суспільство баріба має чітку ієрархічну структуру, на чолі якої стоїть голова громади, якому підпорядковуються дрібніші керівники. Соціальний статус і звання передаються у спадок, також статус можна отримати, займаючись певною роботою. Серед барі ба розрізнюють такі стани: васангарі — дворяни, баатомбу — простолюдини, раби різного походження, денді — купці, фульбе — пастухи та інші.
Основним заняттям для барі ба є сільське господарство. Вони займаються вирощуванням кукурудзи, сорго, рису, бавовни, маніоки, яму, бобів, арахісу й виробництвом пальмової олії, а також вирощуванням деяких видів пшениці й розведенням птиці й худоби. Релігія відіграє значну роль у житті барі ба, основною є іслам, поряд із цим окремі групи барі ба мають власні вірування.